# François d'Aix de La Chaise
François d'Aix de la Chaise (Château d'Aix, 25 agosto 1624 – Parigi, 20 gennaio 1709) è stato un gesuita francese, confessore di Luigi XIV di Francia dal 1675 fino alla propria morte. Fu nipote di padre Pierre Coton, confessore di Enrico IV di Francia.

## Biografia
François de la Chaise nacque a Château d'Aix (Aix-la-Fayette, Alvernia), figlio di Georges d'Aix, signore di La Chaise, e di Renée di Rochefort.
Per parte di sua madre egli era pronipote di Pierre Coton, confessore di Enrico IV di Francia. Egli intraprese la carriera ecclesiastica ed entrò come novizio nella Compagnia di Gesù prima di completare i propri studi a Lione dove, dopo aver preso i voti finali, fu lettore di filosofia attraendo a sé un gran numero di studenti per la sua fama da ogni parte della Francia.
Per l'influenza di Camille de Villeroy, arcivescovo di Lione, Père de La Chaise fu nel 1674 nominato confessore di Luigi XIV di Francia, il quale lo nominò assieme ad Harlay de Champvallon, arcivescovo di Parigi, amministratore dei patronati ecclesiastici della corona di Francia. Il confessore unì la propria influenza a quella di Madame de Maintenon per indurre il re ad abbandonare la propria relazione con Madame de Montespan. Più di una volta, soprattutto a Pasqua, accusava dolori che lo costringevano misteriosamente a letto per evitare di assolvere i tanti peccati di Luigi XIV.
Con la caduta in disgrazia di Madame de Montespan e l'ascesa di Madame de Maintenon la sua influenza venne largamente ad incrementarsi. Il matrimonio tra Luigi XIV e Madame de Maintenon venne celebrato alla sua presenza nella cappella di Versailles. Durante la lunga lotta per il gallicanesimo tra Luigi XIV e papa Innocenzo XI, Père de la Chaise si schierò con il re di Francia appoggiando la sua prerogativa, anche se usò la propria influenza a Roma per conciliare l'autorità papale con l'operato del monarca. Egli fu uno dei principali responsabili della revoca dell'Editto di Nantes, ma non delle brutali misure applicate ai protestanti dopo tale atto.
Egli esercitò anche una modesta influenza sullo zelo di Luigi XIV contro i Giansenisti e Saint-Simon, che gli era stato opposto su molti piani, lo definì per questo pieno di umanità e giustizia.
Il cimitero di Père-Lachaise di Parigi ha preso il nome da Padre François, che fu proprietario dei vasti terreni su cui il cimitero sorge. Padre François  esercitò sul re un'influenza moderatrice e, grazie al ruolo che rivestiva, ampliò le proprie risorse.